# بمب‌گذاری در دفتر مرکزی حزب جمهوری اسلامی
انفجار در دفتر مرکزی حزب جمهوری اسلامی یا در اخبار حادثه هفتم تیر حادثه بمب گذاری در ساختمان دفتر مرکزی حزب جمهوری اسلامی در ۷ تیر ۱۳۶۰ است، که منجر به کشته شدن هفتاد و سه نفر از اعضای این حزب به دست سازمان مجاهدین خلق شد.
این انفجار در ساعت ۲۰:۳۰ هفتم تیر ، در سالن اجتماعات دفتر مرکزی حزب جمهوری اسلامی واقع در محله سرچشمه تهران و در جلسه ای که برای بررسی انتخابات ریاست جمهوری آینده برگزار می شد، رخ داد که منجر به کشته شدن ۷٣ نفر از وزرای دولت، نمایندگان مجلس شورای اسلامی و اعضای حزب جمهوری اسلامی شد. سید محمد بهشتی رئیس قوه قضائیه و دبیرکل حزب جمهوری اسلامی از جمله کشته شدگان بود.
میدان هفتم تیر در تهران به عنوان یادبود این حادثه نام‌گذاری شده است.

## چگونگی
در ساعت ۲۰:۳۰  یکشنبه هفتم تیر ۱۳۶۰ جلسه‌ای در سالن اجتماعات دفتر مرکزی حزب جمهوری اسلامی واقع در سرچشمه تهران برگزار شد. موضوع جلسه تورم و انتخابات ریاست جمهوری آینده بود. پس از تلاوت قرآن و اعلام برنامه، سید محمد حسینی بهشتی سخنانش را به این شکل آغاز کرد:
ما بار دیگر نباید اجازه دهیم استعمارگران برای ما مهره‌سازی کنند و سرنوشت مردم ما را به بازی بگیرند. تلاش کنیم کسانی را که متعهد به مکتب هستند و سرنوشت مردم را به بازی نمی‌گیرند انتخاب شوند…
 که در این لحظه انفجاری سالن اجتماعات را ویران کرد.

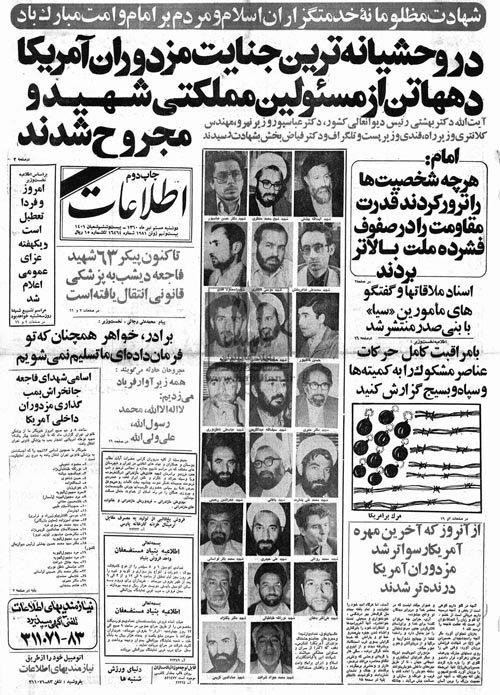
بازتاب خبر انفجار دفتر حزب جمهوری و جان‌باختن چند تن از مسئولان کشور در روزنامه اطلاعات

مرتضی محمدخان که از این انفجار جان به در برده‌است این واقعه را چنین شرح می‌دهد:
بهشتی هم پشت همین میز نشسته بودند و مدت کوتاهی از شروع جلسه نگذشته بود که بمب عمل کرد و دفتر حزب منفجر شد، در ردیف جلوی من محمد منتظری نشسته بود، باغانی و قندی هم در اطراف من بودند. جواد سرافراز، در ردیف پشت من بود… وقتی بمب منفجر شد ما یک زردی‌ای دیدیم و دیوار را من دیدم که زرد شد و انفجار… در آن شرایط همه قرآن می‌خواندند و ناله هم شنیده می‌شد ولی بیشتر همه قرآن می‌خواندند و شهادتین می‌گفتند، صداها به تدریج کمتر می‌شد، و بعد هم از بالا مثل اینکه یک جرثقیل آوردند که این طاق یک‌تکه را بردارند. جرثقیل نتوانست سقف را بلند کند و زنجیرش پاره شد و دوباره این طاق افتاد روی آوار، البته در این شرایط افراد در لابه‌لای صندلی‌ها قرار گرفته بودند. عبدالکریمی نماینده لنگرود، که در حال قرائت قرآن بود، در همین شرایط شاید با افتادن مجدد طاق، شهید شد. از بعضی دوستان دیگر هم صداهایی می‌آمد، بعداً متوجه شدم که تقریباً سرم روی سینه آقای باغانی بود و این بنده خدا داشت به لقاءالله می‌رفت. صداها، از هزاران نفری که روی پشت‌بام ایستاده بودند شنیده می‌شد، که هیچ کاری هم از دستشان برنمی‌آمد. گویا در فضای روی طاق گرد و خاک بوده، این‌ها با پاشیدن آب، قصد رفع کردن گرد و خاک را داشتند، غافل از اینکه این کار تمام منافذی که برای تنفس ما وجود داشت مسدود می‌کرد. با حدود ۴ ساعت، احساس کردم که مقداری راه تنفس ایجاد شد و دست چپم را از زیر خاک بردم بالا و دست مرا پیدا کردند.
سعید شاهسوندی عضو سابق کمیته مرکزی سازمان مجاهدین خلق می‌گوید که این انفجار توسط سازمان مجاهدین خلق طراحی و اجرا شده‌است و او و گروه دیگری که در جریان انجام این عملیات قرار داشته‌اند در آن شب بی‌سیم سپاه را شنود می‌کردند تا از میزان موفقیت عملیات مطلع شوند. اجرای این عملیات را محمدرضا کلاهی به عهده داشت که خود از نیروهای خدماتی حزب به‌شمار می‌آمد. او پس از انفجار توانست فرار کند و بعد از آن راهی فرانسه شد و با اینکه از مجاهدین بریده‌بود ولی به دلیل سابقه‌اش امکان زندگی علنی را نداشت تا سرانجام سال ۱۳۹۴ در یک عملیات ترور در هلند به قتل رسید.
ابوالحسن بنی صدر این بمب گذاری را کار مجاهدین نمی‌دانست و معتقد بود انفجار توسط سپاه پاسداران انجام شده‌است.
مدفن تعدادی از جان‍باختگان این واقعه در بخشی از قطعه ۲۴ بهشت زهرا قرار دارد که بعداً آرامگاه شهدای هفتم تیر در آن بنا گردید. امروزه در محل سابق دفتر مرکزی حزب جمهوری که در انفجار ویران شد مجموعه فرهنگی شهدای انقلاب اسلامی بنا شده‌است و زیر نظر سازمان تبلیغات اسلامی اداره می‌شود.

## اسامی جان‌باختگان
در این بمب‌گذاری ۷۳ تن دربردارنده ۲۷ نماینده مجلس، ۴ وزیر و ۱۲ معاون وزیر جان‌ باختند.
1. سید محمد حسینی بهشتی - رئیس قوه قضائیه
2. رحمان استکی - نماینده شهرکرد در مجلس
3. محمدحسین صادقی - نماینده دورود و ازنا در مجلس و امام جماعت هفشجان
4. سیدمحمدباقر حسینی لواسانی - نماینده تهران در مجلس
5. سید رضا پاک نژاد - نماینده یزد در مجلس
6. علیرضا چراغ‌زاده دزفولی - نماینده رامهرمز در مجلس
7. غلامحسین حقانی - نماینده بندرعباس در مجلس
8. محمدعلی حیدری - نماینده نهاوند در مجلس
9. سیدمحمدتقی حسینی طباطبائی - نماینده زابل در مجلس
10. عباس حیدری - نماینده بوشهر در مجلس
11. سیدشمس الدین حسینی نائینی - نماینده نائین در مجلس
12. سید محمد کاظم دانش - نماینده شوش و اندیمشک در مجلس
13. علی اکبر دهقان - نماینده تربت جام در مجلس
14. عبدالحمید دیالمه - نماینده مشهد در مجلس
15. غلامرضا دانش آشتیانی - نماینده تفرش و آشتیان در مجلس
16. سید فخر الدین رحیمی - نماینده ملاوی لرستان در مجلس
17. جواد شرافت - نماینده شوشتر در مجلس
18. میربهزاد شهریاری - نماینده رودباران در مجلس
19. قاسم صادقی - نماینده مشهد در مجلس
20. سید نورالله طباطبایی نژاد - نماینده اردستان در مجلس
21. حسن طیبی - نماینده اسفراین در مجلس
22. سیف‌الله عبدالکریمی - نماینده لنگرود در مجلس
23. عبدالوهاب قاسمی - نماینده ساری در مجلس
24. عمادالدین کریمی بیژنی‌نژاد - نماینده نوشهر در مجلس
25. محمد منتظری - نماینده نجف آباد در مجلس
26. عباسعلی ناطق نوری - نماینده محمودآباد و نور در مجلس
27. مهدی نصیری لاری - نماینده لارستان در مجلس
28. علی هاشمی سنجانی - نماینده اراک در مجلس
29. حسن عباسپور - وزیر نیرو
30. محمدعلی فیاض‌بخش - وزیر مشاور و سرپرست سازمان بهزیستی کشور
31. محمود قندی - وزیر پست و تلگراف و تلفن
32. موسی کلانتری - وزیر راه و ترابری
33. جواد اسدالله زاده - معاون بازرگانی خارجی وزارت بازرگانی
34. عباس ارشاد - معاون دفتر آموزش سازمان بهزیستی
35. مهدی امین زاده - معاون بازرگانی داخلی وزارت بازرگانی
36. محمدصادق اسلامی - معاون پارلمانی و هماهنگی وزارت بازرگانی
37. محمود تفویضی زواره - معاون وزارت راه و ترابری
38. هاشم جعفری معیری - معاون امور مالی وزارت بهداری
39. ایرج شهواری - معاون وزارت آموزش و پرورش
40. عباس شاهوی - معاون وزارت بازرگانی
41. حسن عضدی - معاون وزارت فرهنگ و آموزش عالی
42. علی اکبر فلاح شورشانی - معاون اداری و مالی وزارت آموزش و پرورش
43. حبیب‌الله مهمانچی - معاون امور پارلمانی و هماهنگ وزارت کار
44. غلامعلی معتمدی - معاون رفاه تعاون وزارت کار
45. سید کاظم موسوی - معاون وزارت آموزش و پرورش
46. حسن اجاره‌دار - سردبیر نشریه عروة الوثقی
47. عباس ابراهیمیان - عضو حزب جمهوری اسلامی
48. علی اکبر اژه‌ای - عضو دفتر سیاسی حزب جمهوری اسلامی
49. علی اصغر آقازمانی - عضو حزب جمهوری اسلامی
50. محمود بالاگر - عضو حزب جمهوری اسلامی
51. حسن بخشایش - عضو حزب جمهوری اسلامی
52. محمد پور ولی - عضو حزب جمهوری اسلامی
53. رضا ترابی - عضو حزب جمهوری اسلامی
54. مهدی حاجیان مقدم - مسئول آموزش واحد مهندسی حزب جمهوری اسلامی
55. محمد خوش زبان - عضو حزب جمهوری اسلامی
56. علی درخشان - عضو شورای مرکزی حزب جمهوری اسلامی
57. جواد سرافراز - عضو شورای مرکزی حزب جمهوری اسلامی
58. حسین سعادتی - مسئول آموزش شهرستان‌های حزب جمهوری اسلامی
59. حبیب‌الله مهدی‌زاده طالعی - عضو حزب جمهوری اسلامی
60. سید محمد موسوی فر - عضو حزب جمهوری اسلامی
61. محسن مولائی - عضو حزب جمهوری اسلامی
62. جواد مالکی- عضو شورای مرکزی حزب جمهوری اسلامی
63. عبدالحسین اکبری مازندرانی ساوی - عضو هیئت پنج نفره کشاورزی منطقه مازندران
64. حسین اکبری - مدیر عامل بانک کشاورزی
65. هادی امینی - عضو واحد مهندسین حزب جمهوری اسلامی
66. سید محمد پاک نژاد - عضو هیئت مدیره شرکت چوب و کاغذ
67. محمد رواقی - مدیرعامل شرکت فرش ایران
68. توحید رزمجومین - عضو هیئت مدیره گروه صنعتی ملی
69. علی اکبر سلیمی جهرمی - دبیرکل سازمان امور اداری و استخدامی کشور
70. جواد سرحدی - مدیر عامل سازمان تعاون مصرف شهر و روستا
71. محمد حسن محمد عینی - عضو حزب جمهوری اسلامی
72. حبیب مالکی - فرماندار ایرانشهر
73. محمد علی مجیدی - مشاور عمرانی وزارت کشور[۱۷]

## اسامی بازماندگان
در جریان بمب‌گذاری تعدادی از حاضران در جلسهٔ هفتم تیر حزب جمهوری اسلامی، مجروح شدند که اسامی آنها به شرح زیر می‌باشد:
1. محمد حسن اصغرنیا ـ استاندار سمنان
2. ابوالفضل اجاره‌دار ـ معاون سازمان بهزیستی
3. علی اصغر باغانی ـ نماینده سبزوار در مجلس
4. بهرام تاج‌گردون ـ نماینده گچساران در مجلس
5. سید جلال ساداتیان ـ معاون بهزیستی
6. صمد شجاعیان ـ نماینده ماه نشان زنجان در مجلس
7. سید محمد سجادی ـ کارمند حزب جمهوری اسلامی
8. حسین صادقی ـ کارمند شهرداری
9. مسعود صادقی ـ کارمند بهزیستی
10. ایرج صفاتی دزفولی ـ نماینده آبادان در مجلس
11. حیدرعلی (مختار) علیزاده ـ عضو واحد کارمندان حزب
12. سید منصور رضوی ـ مسئول واحد مهندسان حزب جمهوری اسلامی
13. مرتضی فضلعلی ـ نماینده گرمسار در مجلس
14. محمدجعفر فتوت رضائی ـ عضو واحد دانش‌آموزی حزب
15. سیدمحمد کیاوش ـ نماینده اهواز
16. حسین کاظم‌پور اردبیلی ـ وزیر بازرگانی
17. محمود جمالی ـ معاون بانک کشاورزی
18. اسماعیل فردوسی پور ـ نماینده فردوس و طبس در مجلس
19. سیدجعفر حسینی لواسانی ـ عضو واحد پزشکان
20. مرتضی محمدخان ـ معاون وزیر پست و تلگراف و تلفن
21. محمود مروی سماورچی ـ نماینده طرقبه و چناران
22. مرتضی محمودی ـ نماینده قصرشیرین
23. مسیح مهاجری ـ سردبیر روزنامه جمهوری اسلامی
24. علی موسی رضا ـ معاون سازمان بهزیستی
25. اکبر کریمی ـ کارمند دبیرخانه حزب
26. قدرت‌الله نجفی ـ نماینده شهرضا (قمشه) در مجلس
27. سیدمحمد هاشمی نیک ـ عضو واحد کارمندان
28. سیدمجید هدایت زاده ـ معاون وزیر بازرگانی